# 浅見怜
浅見 怜（あさみ れい、1979年12月5日 - ）は、日本の元AV女優。

## 略歴
- 2004年AVデビュー。痴女ものを中心に活躍した、お姉さん系の企画女優。

## 作品
2004年
- 私は痴女 淫心不乱（2月3日、クリスタル映像）他出演:中野千夏、風野チカ、早乙女まり、酒井ちあき、木村沙恵
- 陵辱美脚女教師（2月5日、ヒビノ）
- 美脚フェロモン 14（2月20日、U&K）
- 誘惑ミセス 59（3月12日、U&K）
- 強制野外凌辱（4月8日、アタッカーズ）他出演:長谷川めい
- エロ医者と変態看護婦（4月14日、隼エージェンシー）共演:藤森かおり
- DOUBLE（4月29日、ワープエンタテインメント）共演:立花里子
- 猥褻セレブ [手に負えないスケベ]（4月29日、ドリームチケット）他出演:白鳥るり、今井さくら
- THE 巨乳エステシャン [魅惑の爆乳サロン]（4月29日、ドリームチケット）他出演:川久保アンナ、高梨美緒
- 凌辱現場 犯されたグラビアモデル（5月14日 、隼エージェンシー）
- 美脚OL ハメられた美肉（5月20日、ヒビノ）
- 胸さわぎの美脚（5月21日、アウダースジャパン）
- 背徳の契り（6月15日 、隼エージェンシー）他出演:三好理恵、君島美香子、古谷清美
- 熟ワイセツ裸体(ボディ）（6月17日、桃太郎映像出版）共演:海老原しのぶ
- 女子アナ凌辱中継!4（6月17日、SODクリエイト）共演:瀬名涼子、藍山みなみ、奥菜つばさ
- 私は痴女 4時間DX 6（6月25日、クリスタル映像）オムニバス作品
- もしも男が拘束椅子に座らされて痴女に犯されまくったら?（7月10日、ドグマ）…共演:あらきれいこ
- こだわりの手コキ 22人の手コキ嬢（7月15日 、隼エージェンシー）他21名出演
- フェラコレ2004夏 21人のフェラジェンヌ（7月15日、隼エージェンシー）他20名出演
- 人妻のあなる-浅見怜-（8月10日、グローリークエスト）
- 麗しのフェロモン禁断の性癖（8月12日、隼エージェンシー）
- イイ女に犯されたい!2（8月20日、うまなみ。）他出演:三上翔子、高野まりえ、白鳥るり、中野千夏、麻野まりな、桜田さくら
- 超美人ベロチュ〜フェチ（9月1日、マルクス兄弟）
- boin→LOVE やっぱボインでしょ!（9月15日、隼エージェンシー）他出演:松坂樹梨、矢口エミリ
- オナニスト ［第八章］（9月15日、隼エージェンシー）他多数出演
- 発情OL DX4キミ…何だねこのシミは!!（9月17日、クリスタル映像）オムニバス作品
- 淫乱OL発情日記 2（9月17日、うまなみ。(ケイ・エム・プロデュース））共演:白鳥るり、他出演:三上翔子、みずなあんり、長谷川ゆい、高野まりえ、三好恵理
- GREATEST HITS GALS BEST20 4時間スペシャル（9月24日、クリスタル映像）他多数出演
- オンナ好き I LOVE…LADY． VERY VERY LADY．（10月6日、ドリームチケット）共演:佑梨恵
- くすぐりアクメ女学園．（10月7日、SODクリエイト）共演:加山美里
- こだわりの手コキ 26人の手コキ嬢（10月14日、隼エージェンシー）他25名出演
- M-1グランプリ（12月3日、ワープエンタテインメント）共演:Aoi.、瀬名涼子、立花里子、常夏みかん、三上翔子、桜田さくら、森咲小雪
- 高級セレブに犯られてみませんか? 綺麗なお御足に踏まれる快感…（12月15日、ジャパングランプリ）他出演:森下さやか、松葉まどか
- フェラコレ2004 フェラマニア完全保存版 40人のフェラジェンヌ（12月15日、隼エージェンシー）他39名出演
- 美脚未亡人喪服陵辱（12月16日、ヒビノ）

2005年
- 裏M-1グランプリ（1月8日、ワープエンタテインメント）共演:Aoi、瀬名涼子、立花里子、常夏みかん、三上翔子、桜田さくら、森咲小雪
- 痴女ニンフォマニア（1月11日、ドリームクリエイト）共演:小室零
- レズビアンエロボディ（1月21日、シネマジック）共演:紅蘭
- 発禁寸前 絶叫ダマしレイプ（2月8日、アタッカーズ）他出演:長谷川めい、平井まりあ、木原りんご
- 紗月結花のレズ（3月1日、ワンズファクトリー）共演:紗月結花
- 性人式 〜君の童貞奪ってあげる(ハート）〜（3月4日、ヒビノ）共演:早乙女みなき、眞雪ゆん、白河みゆり、七瀬くるみ
- お姉さんが犯してあげる5 18連発!!(3月18日、クリスタル映像）他出演:風間ゆみ、白鳥るり、森咲南、坪倉史歩、麻田綾香、Risa、柚月ひかる 他
- 眼鏡ブルマ2（4月1日、ワンズファクトリー）他出演:高木千花、松岡理穂、紗月結花、沙雪
- プチ裸出 DISC.4（4月7日、ナチュラルハイ）
- 私は痴女 淫念発起（5月9日、クリスタル映像）他出演:真咲菜々、並木りさ、喜多見梓、橘ひかる、菊川リオ
- 潮吹きお姉さん12連発!!（6月17日、クリスタル映像）他出演:真咲菜々、芹華、相沢奈菜、橘愛美、斉藤りの
- 美人教師狩り 3（6月17日、クリスタル映像）他出演:結衣美沙、松田友美、神咲はな、本上あさみ、相沢奈菜、香坂ゆかり、栗原さつき、高木由香、水サラ、桃井澪、島村さつき
- Fetish Lesbian（6月30日、ドリームクリエイト）共演:小室零 他出演:中野千夏、杉浦あや
- THE BODY HEAT（9月23日、クリスタル映像）他出演:森下理音、田中春奈、HINAKO、宮内こころ、芹沢みう、中野千夏、真咲菜々、萩原めぐ、緒川さら、廣瀬ミナ、卯月真奈美
- うまなみ。プレゼンツ12　淫乱OL4時間（11月25日、おかず。(ケイ・エム・プロデュース））うまなみ作品『淫乱OL発情日記2』のセルDVD化作品、他出演:藤森かおり、立花里子、若月樹里、芹華、西村あみ、長谷川美紅、夕凪ななか　他

2006年
- うまなみ。プレゼンツ21 綺麗なお姉さんに犯されたい!4時間（9月29日、おかず。(ケイ・エム・プロデュース））うまなみ。作品『イイ女に犯されたい!2』のセルDVD化作品、他多数出演

他